# Pedro Soto (Fußballspieler)
Pedro Soto Moreno (* 22. Oktober 1952 in San Miguel El Alto) ist ein ehemaliger mexikanischer Fußballtorwart.

## Biografie

### Verein
Er begann seine Profikarriere 1974/75 in Diensten des Club América und wechselte (möglicherweise auf Leihbasis?) für die Saison 1975/76 zum CF Laguna. Zwischen 1977 und 1981 stand er erneut beim Club América unter Vertrag, bevor er für eine Spielzeit (1981/82) zu Atletas Campesinos wechselte und seine Karriere 1984 in Diensten des Puebla FC beendete. Mit diesem Verein gewann er in der Saison 1982/83 seinen einzigen Meistertitel.

### Nationalmannschaft
Pedro Soto kam nur dreimal im Tor der mexikanischen Nationalmannschaft zum Einsatz. Sein Debüt gab er am 4. April 1978 in einem Freundschaftsspiel gegen Bulgarien, das mit 3:0 gewonnen wurde. Die beiden anderen Länderspieleinsätze erfolgten im Rahmen der Fußball-Weltmeisterschaft 1978. Nachdem der eigentliche Torwart José Pilar Reyes im zweiten Vorrundenspiel mit Karl-Heinz Rummenigge bei dessen Tor zum 3:0 für Deutschland zusammengestoßen war und sich am Knie verletzt hatte, wurde Soto in der 39. Minute eingewechselt und bekam ebenfalls noch drei Gegentore bei Mexikos höchster WM-Niederlage aller Zeiten. Das nächste WM-Spiel gegen Polen (1:3) am 10. Juni 1978 war zugleich sein letztes Länderspiel.

## Erfolge
- Mexikanischer Meister: 1982/83